# Liste der Brücken über die Areuse
Die Liste der Brücken über die Areuse nennt die Areuse querende Brücken von der Karstquelle in Saint-Sulpice bis zur Mündung bei Boudry in den Neuenburgersee.  

## Brückenliste
67 Übergänge überspannen den Fluss: 31 Fussgänger- und Velobrücken, 26 Strassen- und Feldwegbrücken, vier Eisenbahnbrücken, vier Wehrstege, ein Aquädukt und eine Rohrträgerbrücke.

### Val-de-Travers
32 Brücken überspannen den Fluss von Saint-Sulpice bis Noiraigue.
| Bild | Name                                     | Ort                | Lage | Funktion                                                                      | Konstruktion    | Material    | Länge in m | Höhe m ü. M. | Bemerkungen |
| ---- | ---------------------------------------- | ------------------ | ---- | ----------------------------------------------------------------------------- | --------------- | ----------- | ---------- | ------------ | --- |
|      | Staudamm-Brücke                          | Saint-Sulpice      |      | Strassenbrücke (einspurig)                                                    | Bogenbrücke     | Stein       | 23         | 790          | Gebaut 1895 Wanderweg |
|      | Wehrsteg                                 | Saint-Sulpice      |      | Wehrbrücke                                                                    | Balkenbrücke    | Stahl       | 8          | 766          | Privat, Zutritt verboten |
|      | Unbenannter Steg                         | Saint-Sulpice      |      | Fussgängerbrücke                                                              | Bogenbrücke     | Beton       | 14         | 755          | Brücke mit Metallgeländern Zutritt verboten |
|      | Unbenannte Brücke                        | Saint-Sulpice      |      | Strassenbrücke (einspurig)                                                    | Balkenbrücke    | Stahl       | 14         | 754          | Dient vor allem als Abstellplatz für Brennholz (beidseitig überdachte Stapel). |
|      | Rue de la Doux-Brücke                    | Saint-Sulpice      |      | Strassenbrücke (einspurig)                                                    | Bogenbrücke     | Stein       | 18         | 754          | Zweijochige Steinbrücke mit Metallgeländern Höchstgewicht 2 t Zufahrtsstrasse zum Industriegebiet |
|      | Messstation-Steg                         | Saint-Sulpice      |      | Fussgängerbrücke                                                              | Balkenbrücke    | Stahl       | 16         | 754          | Brücke mit Gitterrostboden Die hydrometrische Messstation Areuse - St-Sulpice (2290) vom Bundesamt für Umwelt (BAFU) befindet sich bei der Brücke. |
|      | Quartier du Pont-Brücke                  | Saint-Sulpice      |      | Strassenbrücke (einspurig)                                                    | Bogenbrücke     | Stein       | 19         | 749          | Dreijochige Steinbrücke, gebaut 1739/40 Vortritt vor dem Gegenverkehr (Fahrtrichtung Bahnhof Saint-Sulpice) Dem Gegenverkehr Vortritt lassen (Fahrtrichtung Fleurier) Mountainbike-Route 56 Neuchâtel Bike (Etappe 3 La Brévine–Couvet) Wanderweg TRN-Buslinie 590 (Couvet–Fleurier–Les Verrières–Pontarlier) |
|      | Unbenannter Steg                         | Saint-Sulpice      |      | Fussgängerbrücke mit Rohrleitungen an der Brückenseite                        | Balkenbrücke    | Beton       | 17         | 748          | Brücke mit Metallgeländern |
|      | Pont des Isles                           | Saint-Sulpice      |      | Fussgängerbrücke                                                              | Bogenbrücke     | Stein       | 20         | 747          | Gebaut 1800, rekonstruiert 1979 Seit der Areuse-Flussumleitung in 1961 überquert die Brücke einen Teich, d. h. nicht mehr den Fluss. |
|      | Zone Industrielle-Brücke                 | Saint-Sulpice      |      | Strassenbrücke (zweispurig) mit Rohrleitung an der Brückenseite               | Balkenbrücke    | Beton       | 25         | 747          | Eröffnet 1961 Höchstgewicht 32 t Zufahrtsstrasse zur Industriezone |
|      | Roche-Steg                               | Saint-Sulpice      |      | Fussgängerbrücke                                                              | Balkenbrücke    | Holz        | 28         | 745          | Wanderweg |
|      | Roche-Brücke                             | Saint-Sulpice      |      | Strassenbrücke (zweispurig) mit Velostreifen und Trottoir                     | Balkenbrücke    | Beton       | 25         | 745          | Brücke mit Metallgeländern Höchstgeschwindigkeit 60 km/h TRN-Buslinie 590 (Couvet–Fleurier–Les Verrières–Pontarlier) |
|      | Unbenannter Steg                         | Fleurier           |      | Fussgänger- und Velobrücke                                                    | Balkenbrücke    | Beton       | 21         | 740          | Brücke mit Metallgeländern Wanderweg |
|      | Pont des Chèvres-Übergang                | Fleurier           |      | Strassenbrücke (zweispurig) mit Kreisel und Trottoirs 149                     | Bachdurchlass   | Beton       | 20         | 742          | Gebaut 1965, renoviert 2016 Höchstgeschwindigkeit 60 km/h Mountainbike-Route 56 Neuchâtel Bike (Etappe 3 La Brévine–Couvet) PostAuto-Buslinie 383 (Fleurier–La Brévine) TRN-Buslinie 590 (Couvet–Fleurier–Les Verrières–Pontarlier) |
|      | Entre-deux-Rivières-Brücke               | Fleurier           |      | Strassenbrücke (einspurig) mit Rohrleitungen an der Brückenseite              | Balkenbrücke    | Beton       | 21         | 740          | Fahrverbot für Motorwagen und Motorräder: Ausgenommen öffentlicher Dienst, Landwirtschaft und Segway Mountainbike-Route 761 L'Areuse Bike (Fleurier–Fleurier) Veloland-Route 7 Jura-Route (Etappe 4 La Chaux-de-Fonds–Fleurier) und Route 94 L'Areuse–Emme–Sihl (Etappe 1 Fleurier–Neuchâtel) |
|      | Unbenannte Brücke                        | Fleurier           |      | Feldwegbrücke mit Rohrleitung an der Brückenseite                             | Balkenbrücke    | Beton       | 22         | 739          | Brücke mit Metallgeländern |
|      | Route de Môtiers-Brücke                  | Boveresse          |      | Strassenbrücke (zweispurig) mit abgetrenntem Fuss- und Veloweg                | Balkenbrücke    | Beton       | 27         | 736          | Höchstgeschwindigkeit 80 km/h Mountainbike-Route 56 Neuchâtel Bike (Etappe 3 La Brévine–Couvet) Wanderland-Route 22 La Vy aux Moines (La Brévine–Môtiers) |
|      | Unbenannte Brücke (über die alte Areuse) | Fleurier           |      | Feldwegbrücke mit Rohrleitung an der Brückenseite                             | Fachwerkbrücke  | Stahl       | 17         | 738          | Gebaut 1897, ersetzte eine Holzbrücke Allgemeines Fahrverbot: Ausgenommen Velos Wanderweg |
|      | Pont du Moulin (über die alte Areuse)    | Môtiers            |      | Strassenbrücke (einspurig) mit Trottoir und Rohrleitung an der Brückenseite   | Bogenbrücke     | Stein       | 11         | 736          | Gebaut 1764/65, renoviert 1979/80 Höchstgeschwindigkeit 50 km/h Mountainbike-Route 56 Neuchâtel Bike (Etappe 3 La Brévine–Couvet) Wanderland-Route 22 La Vy aux Moines (La Brévine–Môtiers) 60 Meter flussabwärts befindet sich eine hydrologische Messstation des Kantons Neuenburg. |
|      | Unbenannter Steg (über die alte Areuse)  | Môtiers            |      | Fussgängerbrücke (ehemalig)                                                   | Balkenbrücke    | Beton       | 18         | 734          | Durch das Hochwasser-Projekt wurde die Brücke permanent entfernt. |
|      | Unbenannter Steg                         | Boveresse – Couvet |      | Fussgängerbrücke mit Rohrleitungen an den Brückenseiten                       | Fachwerkbrücke  | Stahl       | 28         | 732          | Brücke mit Holzfahrbahn Wanderweg |
|      | Unbenannter Steg                         | Couvet             |      | Fussgängerbrücke                                                              | Balkenbrücke    | Beton       | 28         | 734          | Brücke mit Metallgeländern Allgemeines Fahrverbot |
|      | St-Gervais-Brücke                        | Couvet             |      | Strassenbrücke (zweispurig)                                                   | Fachwerkbrücke  | Stahl       | 28         | 736          | Vortritt vor dem Gegenverkehr (Fahrtrichtung Nord) Dem Gegenverkehr Vortritt lassen (Fahrtrichtung Süd) Höchstgeschwindigkeit 50 km/h Höchstgewicht 34 t TRN-Buslinie 591 (Fleurier–Les Ponts-de-Martel) Veloland-Route 412 Creux-du-Van Tour (Noiraigue–Creux-du-Van–Couvet–Noiraigue) |
|      | St-Gervais-Steg                          | Couvet             |      | Fussgängerbrücke                                                              | Balkenbrücke    | Stahl       | 27         | 736          | Brücke mit Holzfahrbahn Fussweg Wanderland-Route 304 Chemin de l'Areuse (Travers–Travers) |
|      | Rue des Moulins-Brücke                   | Couvet             |      | Strassenbrücke (zweispurig) mit Trottoirs                                     | Balkenbrücke    | Beton       | 18         | 733          | Brücke mit ornamentierten Metallgeländern Gebaut 1951 Höchstgeschwindigkeit 50 km/h Höchstgewicht 32 t |
|      | Dubied-Brücke                            | Couvet             |      | Fussgängerbrücke mit Rohrleitungen an den Brückenseiten                       | Balkenbrücke    | Beton       | 19         | 732          | Brücke mit Metallgeländern Allgemeines Fahrverbot Übergang zum edco-Areal |
|      | Dubied-Steg                              | Couvet             |      | Fussgängerbrücke                                                              | Fachwerkbrücke  | Stahl       | 25         | 730          | Allgemeines Fahrverbot Die defekte Brücke ist nicht mehr passierbar (Abschrankungen). |
|      | Pont des Iles                            | Couvet             |      | Strassenbrücke (einspurig) mit Trottoir und Rohrleitungen an der Brückenseite | Bogenbrücke     | Stahl Beton | 28         | 731          | Gebaut 1999 Vortritt vor dem Gegenverkehr (Fahrtrichtung Nord) Dem Gegenverkehr Vortritt lassen (Fahrtrichtung Süd) Verbot für Anhänger Achtung Velofahrer Höchstgeschwindigkeit 30 km/h Höchstgewicht 34 t Wanderweg TRN-Buslinie 591 (Fleurier–Les Ponts-de-Martel) |
|      | Presta-Brücke                            | Travers            |      | Strassenbrücke (zweispurig) mit Trottoir                                      | Bogenbrücke     | Beton       | 31         | 730          | Gebaut 2000, ersetzte Brücke von 1970 Höchstgeschwindigkeit 50 km/h Mountainbike-Route 3 Jura Bike (Etappe 7 Couvet–Ste-Croix), Route 56 Neuchâtel Bike (Etappe 4 Couvet–Neuchâtel) und Route 761 L'Areuse Bike (Fleurier–Fleurier) Veloland-Route 7 Jura-Route (Etappe 4 La Chaux-de-Fonds–Fleurier), Route 94 L'Areuse–Emme–Sihl (Etappe 1 Fleurier–Neuchâtel) und Route 412 Creux-du-Van Tour (Noiraigue–Creux-du-Van–Couvet–Noiraigue) Wanderland-Route 304 Chemin de l'Areuse (Travers–Travers) TRN-Buslinie 591 (Fleurier–Les Ponts-de-Martel) |
|      | SBB-Brücke                               | Travers            |      | Eisenbahnbrücke (eingleisig) mit Rohrleitungen an der Brückenseite            | Balkenbrücke    | Stahl       | 32         | 729          | Durchgang verboten Höchstgeschwindigkeit 60 km/h Bahnstrecke Travers–Buttes |
|      | Travers-Brücke                           | Travers            |      | Strassenbrücke (einspurig)                                                    | Bogenbrücke     | Stein       | 28         | 729          | Vierjochige Steinbrücke, gebaut 1525, rekonstruiert 1665, saniert 1951 und 2001/02. Vortritt vor dem Gegenverkehr (Fahrtrichtung Süd) Dem Gegenverkehr Vortritt lassen (Fahrtrichtung Nord) Höchstgeschwindigkeit 30 km/h Hinweistafel: Fischen verboten Das Bauwerk ist denkmalgeschützt. Veloland-Route 7 Jura-Route (Etappe 4 La Chaux-de-Fonds–Fleurier) Wanderland-Route 304 Chemin de l'Areuse (Travers–Travers) |
|      | Unbenannter Steg                         | Travers            |      | Fussgänger- und Velobrücke                                                    | Fachwerkbrücke  | Stahl       | 30         | 727          | Brücke mit Holzfahrbahn Fahrverbot für Motorwagen, Motorräder und Motorfahrräder: Velos gestattet Verbot für Tiere (Pferd) Wanderweg |
|      | Unbenannte Brücke                        | Travers            |      | Strassenbrücke (einspurig) mit Rohrleitungen an der Brückenseite              | Balkenbrücke    | Beton       | 30         | 726          | Brücke mit Metallgeländern Achtung Kinder Höchstgewicht 18 t Veloland-Route 94 L'Areuse–Emme–Sihl (Etappe 1 Fleurier–Neuchâtel) und Route 412 Creux-du-Van Tour (Noiraigue–Creux-du-Van–Couvet–Noiraigue) |
|      | Abattoirs-Brücke (geplant)               | Noiraigue          |      | Strassenbrücke mit abgetrenntem Fuss- und Veloweg                             | Gedeckte Brücke | Holz        | 30         | 725          | Brücke wird flussaufwärts des heutigen Übergangs erstellt. |
|      | Abattoirs-Brücke (Rue de l'Areuse)       | Noiraigue          |      | Strassenbrücke (einspurig)                                                    | Balkenbrücke    | Beton       | 25         | 725          | Höchstgewicht 18 t Veloland-Route 94 L'Areuse–Emme–Sihl (Etappe 1 Fleurier–Neuchâtel) Wanderland-Route 5 Jura-Höhenweg (Etappe 10 Noiraigue–Les Rochats) und Route 286 Sentier du Creux du Van (Noiraigue–Noiraigue) |

### Areuse-Schlucht
19 Brücken überspannen den Fluss in der Gorges de l'Areuse.
| Bild | Name                                    | Ort                      | Lage | Funktion                                                | Konstruktion    | Material | Länge in m | Höhe m ü. M. | Bemerkungen |
| ---- | --------------------------------------- | ------------------------ | ---- | ------------------------------------------------------- | --------------- | -------- | ---------- | ------------ | --- |
|      | Unbenannter Steg                        | Noiraigue                |      | Wehrbrücke                                              | Balkenbrücke    | Stahl    | 17         | 723          | Zutritt verboten: Werkpersonal und Fischer erlaubt                                                                      |
|      | Unbenannte Brücke                       | Noiraigue                |      | Fussgänger- und Velobrücke                              | Bogenbrücke     | Stein    | 40         | 722          | Areuse-Schluchten Wanderweg                                                                                             |
|      | SBB-Brücke                              | Noiraigue                |      | Eisenbahnbrücke (eingleisig)                            | Bogenbrücke     | Stein    | 40         | 722          | Höchstgeschwindigkeit 90 km/h Bahnstrecke Neuchâtel–Pontarlier                                                          |
|      | Furcil-Wehrsteg                         | Noiraigue                |      | Wehrbrücke mit Rohrleitung unterhalb der Fahrbahn       | Fachwerkbrücke  | Stahl    | 24         | 719          | |
|      | SBB-Brücke                              | Noiraigue                |      | Eisenbahnbrücke (eingleisig)                            | Bogenbrücke     | Stein    | 60         | 714          | Höchstgeschwindigkeit 90 km/h Bahnstrecke Neuchâtel–Pontarlier                                                          |
|      | Baleine-Brücke                          | Noiraigue                |      | Fussgänger- und Velobrücke                              | Bogenbrücke     | Stein    | 50         | 714          | Areuse-Schluchten Wanderweg                                                                                             |
|      | Saut de Brot-Steg                       | Brot-Dessous – Boudry    |      | Fussgängerbrücke                                        | Fachwerkbrücke  | Stahl    | 27         | 665          | Übergang ist nicht behindertengerecht (Treppe). Areuse-Schluchten Wanderweg                                             |
|      | Saut de Brot-Brücke                     | Brot-Dessous – Boudry    |      | Fussgängerbrücke                                        | Bogenbrücke     | Stein    | 16         | 651          | Areuse-Schluchten Wanderweg                                                                                             |
|      | Unbenannter Steg                        | Champ-du-Moulin – Boudry |      | Fussgängerbrücke mit Rohrleitung unterhalb der Fahrbahn | Fachwerkbrücke  | Stahl    | 21         | 628          | |
|      | Truite-Brücke                           | Champ-du-Moulin – Boudry |      | Strassenbrücke (zweispurig)                             | Balkenbrücke    | Beton    | 25         | 617          | Gebaut 1964, ersetzte Brücke von 1844 Areuse-Schluchten Wanderweg                                                       |
|      | Rugesse-Brücke                          | Champ-du-Moulin – Boudry |      | Fussgängerbrücke                                        | Bogenbrücke     | Beton    | 30         | 616          | Fahrverbot für Fahrräder und Motorfahrräder Areuse-Schluchten Wanderweg                                                 |
|      | Unbenannter Steg                        | Champ-du-Moulin – Boudry |      | Fussgängerbrücke                                        | Balkenbrücke    | Stahl    | 22         | 609          | Fahrverbot für Fahrräder und Motorfahrräder Übergang ist nicht behindertengerecht (Treppe). Areuse-Schluchten Wanderweg |
|      | Unbenannte Brücke                       | Champ-du-Moulin – Boudry |      | Fussgängerbrücke                                        | Bogenbrücke     | Beton    | 42         | 575          | Areuse-Schluchten Wanderweg                                                                                             |
|      | Expo.02-Steg (La Combe des Epines-Steg) | Champ-du-Moulin – Boudry |      | Fussgängerbrücke                                        | Gedeckte Brücke | Holz     | 30         | 540          | Ursprünglich gebaut für die Landesausstellung Expo.02. Areuse-Schluchten Wanderweg                                      |
|      | Kraftwerk-Steg                          | Rochefort – Boudry       |      | Fussgängerbrücke mit Rohrleitung unterhalb der Fahrbahn | Fachwerkbrücke  | Stahl    | 25         | 534          | Fahrverbot für Fahrräder und Motorfahrräder                                                                             |
|      | Unbenannter Steg                        | Rochefort – Boudry       |      | Fussgängerbrücke                                        | Balkenbrücke    | Stahl    | 25         | 528          | Fahrverbot für Fahrräder und Motorfahrräder Übergang ist nicht behindertengerecht (Treppe). Areuse-Schluchten Wanderweg |
|      | Vert-Brücke                             | Boudry                   |      | Fussgängerbrücke                                        | Bogenbrücke     | Beton    | 35         | 514          | Areuse-Schluchten Wanderweg                                                                                             |
|      | Unbenannter Steg                        | Boudry                   |      | Fussgängerbrücke                                        | Balkenbrücke    | Stahl    | 8          | 490          | Areuse-Schluchten Wanderweg                                                                                             |
|      | Clées-Brücke                            | Boudry                   |      | Fussgängerbrücke                                        | Fachwerkbrücke  | Stahl    | 9          | 470          | Gebaut 2002 Areuse-Schluchten Wanderweg                                                                                 |

### Boudry
16 Brücken überspannen den Fluss im unteren Tal der Areuse.
| Bild | Name                              | Ort                 | Lage | Funktion                                                                      | Konstruktion     | Material   | Länge in m | Höhe m ü. M. | Bemerkungen |
| ---- | --------------------------------- | ------------------- | ---- | ----------------------------------------------------------------------------- | ---------------- | ---------- | ---------- | ------------ | --- |
|      | Boudry-Viadukt                    | Boudry              |      | Eisenbahnbrücke (zweigleisig)                                                 | Bogenbrücke      | Beton      | 204        | 495          | Elfbogige Eisenbahnbrücke, gebaut 1859 Höchstgeschwindigkeit 160 km/h Bahnstrecke Lausanne–Biel/Bienne |
|      | Pontareuse-Brücke                 | Boudry              |      | Strassenbrücke (einspurig)                                                    | Balkenbrücke     | Stahl      | 22         | 458          | Dem Gegenverkehr Vortritt lassen (Fahrtrichtung Boudry) Höchstgewicht 3,5 t, ausgenommen öffentliche Dienste Veloland-Route 22 Nord Vaudois–Jura (Etappe 2 Yverdon-les-Bains–Neuchâtel (Corcelles)) Areuse-Schluchten Wanderweg |
|      | Chemin des Repaires-Brücke        | Boudry              |      | Strassenbrücke (einspurig)                                                    | Fachwerkbrücke   | Stahl      | 17         | 451          | Einfahrt verboten, ausgenommen öffentliche Dienste, landwirtschaftlicher Verkehr und bewilligte Fahrzeuge (Fahrtrichtung Repaires) Verbot für Fussgänger Höchstgeschwindigkeit 30 km/h Höchstgewicht 3,5 t Veloland-Route 22 Nord Vaudois–Jura (Etappe 2 Yverdon-les-Bains–Neuchâtel (Corcelles))                                                                      |
|      | Chemin des Repaires-Steg          | Boudry              |      | Fussgängerbrücke mit Rohrleitung an der Brückenseite                          | Balkenbrücke     | Stahl      | 20         | 451          | Metallpoller dienen als Durchfahrtssperre. |
|      | Vaulaneux-Steg                    | Boudry              |      | Fussgängerbrücke                                                              | Balkenbrücke     | Holz Beton | 23         | 448          | Gebaut 2022 Übergang ist nicht behindertengerecht (Treppen). |
|      | Jean-Jacques Rousseau-Brücke      | Boudry              |      | Strassenbrücke (zweispurig) mit Trottoirs                                     | Bogenbrücke      | Beton      | 25         | 447          | Gebaut 1990/91, ersetzte Brücke von 1842 Wanderweg |
|      | Umfahrungsbrücke (Hauptstrasse 5) | Boudry              |      | Strassenbrücke (zweispurig) mit Velostreifen                                  | Balkenbrücke     | Beton      | 500        | 444          | Gebaut 1958/59 Höchstgeschwindigkeit 60 km/h PostAuto-Buslinien 612 (Gorgier-St-Aubin–Bevaix–Boudry) und 613 (Boudry–Perreux–Cortaillod–Areuse) Die Brücke überquert auch Littorail-Gleise und eine Lokalstrasse. Die hydrometrische Messstation Areuse - Boudry (2480) vom Bundesamt für Umwelt (BAFU) befindet sich unterhalb der Brücke auf der rechten Flussseite. |
|      | Unbenannter Steg                  | Boudry              |      | Wehrbrücke                                                                    | Bogenbrücke      | Stein      | 12         | 444          | |
|      | Unbenannter Steg                  | Boudry              |      | Fussgänger- und Velobrücke                                                    | Bogenbrücke      | Holz Stahl | 54         | 442          | Gebaut 2000 Fahrverbot für Motorwagen und Motorräder Metallpoller dienen als Durchfahrtssperre. Wanderweg |
|      | Chanélaz-Viadukt                  | Areuse – Cortaillod |      | Autobahnbrücke (vierspurig)                                                   | Hohlkastenbrücke | Beton      | 600        | 440          | Eröffnet 2005 Höchstgeschwindigkeit 120 km/h Die Brücke überquert auch ein Littorail-Gleis. |
|      | Unbenannte Brücke                 | Areuse              |      | Fussgänger- und Velobrücke                                                    | Bogenbrücke      | Holz Stahl | 36         | 440          | Wanderweg |
|      | Lavage-Aquäduktbrücke             | Areuse              |      | Aquäduktbrücke                                                                | Balkenbrücke     | Stahl      | 42         | 439          | |
|      | Route de Cortaillod-Brücke        | Areuse – Cortaillod |      | Strassenbrücke (zweispurig) mit Trottoir und Rohrleitung unterhalb der Brücke | Balkenbrücke     | Beton      | 28         | 439          | Gebaut 1921, renoviert 1983 Überholen verboten Höchstgeschwindigkeit 60 km/h PostAuto-Buslinie 613 (Boudry–Perreux–Cortaillod–Areuse) |
|      | Alte Tram-Brücke                  | Areuse – Cortaillod |      | Fussgänger- und Velobrücke                                                    | Fachwerkbrücke   | Stahl      | 28         | 439          | Gebaut 1892, renoviert 1991 Fahrverbot für Motorwagen, Motorräder und Motorfahrräder Verbot für Tiere (Pferd) Mountainbike-Route 56 Neuchâtel Bike (Etappe 4 Couvet–Neuchâtel) Veloland-Route 50 Jurasüdfuss-Route (Etappe 3 Neuchâtel–Yverdon-les-Bains) und Route 94 L'Areuse–Emme–Sihl (Etappe 1 Fleurier–Neuchâtel) Wanderweg                                      |
|      | Unbenannte Brücke                 | Areuse – Cortaillod |      | Rohrleitungsbrücke                                                            | Balkenbrücke     | Beton      | 20         | 437          | |
|      | Seeweg-Brücke                     | Areuse – Cortaillod |      | Fussgängerbrücke                                                              | Bogenbrücke      | Stahl Holz | 25         | 434          | Gebaut 1998 Wanderweg |